# Griselda (Giovanni Bononcini)
Griselda è un'opera seria in tre atti composta da Giovanni Bononcini nel 1722. Si tratta di un'opera basata su di una revisione del poeta Paolo Rolli di un libretto scritto da Apostolo Zeno nel 1701 e basato sul Decameron di Giovanni Boccaccio (X.10). L'opera di Bononcini debuttò a Londra, al King's Theatre il 22 febbraio 1722.
Antonio Maria Bononcini, il fratello di Giovanni, aveva composto un'opera omonima dallo stesso libretto quattro anni prima.

## Altre versioni
Di questa opera abbiamo almeno altre due versioni: la prima musicata da Antonio Vivaldi sul testo di Apostolo Zeno con la revisione del libretto di Carlo Goldoni, andata in scena il 18 maggio 1735. Lo stesso Goldoni l'anno seguente ne fece una versione in prosa per la compagnia Imer.